# Teo Edo Farré
Teo Edo Farré (Barcelona, España, 2 de diciembre de 1979) es un nadador as de estilo libre. Fue medalla de bronce en 1500 metros libres durante el Campeonato Europeo de Natación en Piscina Corta de 1999.

## Palmarés internacional
| Campeonato Europeo de Natación en Piscina Corta | Campeonato Europeo de Natación en Piscina Corta | Campeonato Europeo de Natación en Piscina Corta | Campeonato Europeo de Natación en Piscina Corta |
| Año                                             | Lugar                                           | Medalla                                         | Prueba                                          |
| ----------------------------------------------- | ----------------------------------------------- | ----------------------------------------------- | ----------------------------------------------- |
| 1999                                            | Lisboa (Portugal)                               | Medalla de bronce                               | 1500 m libre                                    |